# Ciężkowice (województwo łódzkie)
Ciężkowice – wieś w Polsce położona w województwie łódzkim, w powiecie radomszczańskim, w gminie Gidle.
W latach 1975–1998 miejscowość administracyjnie należała do województwa częstochowskiego.
Znajduje się tutaj murowany dworek z wieżą, wybudowany w 2. połowie XIX w., który był własnością rodziny Buczyńskich.
W 2021 liczba ludności wynosiła 512 osób.

## Zabytki
Według rejestru zabytków Narodowego Instytutu Dziedzictwa na listę zabytków wpisane są obiekty:
- zespół dworski, 2 poł. XIX w., nr rej.: 526/91 z 18.06.1991:
  - dwór – powstał na przełomie XIX i XX wieku. Jest to budynek piętrowy, murowany w stylu neoklasycystycznym. Posiada ośmioboczną wieżyczkę.

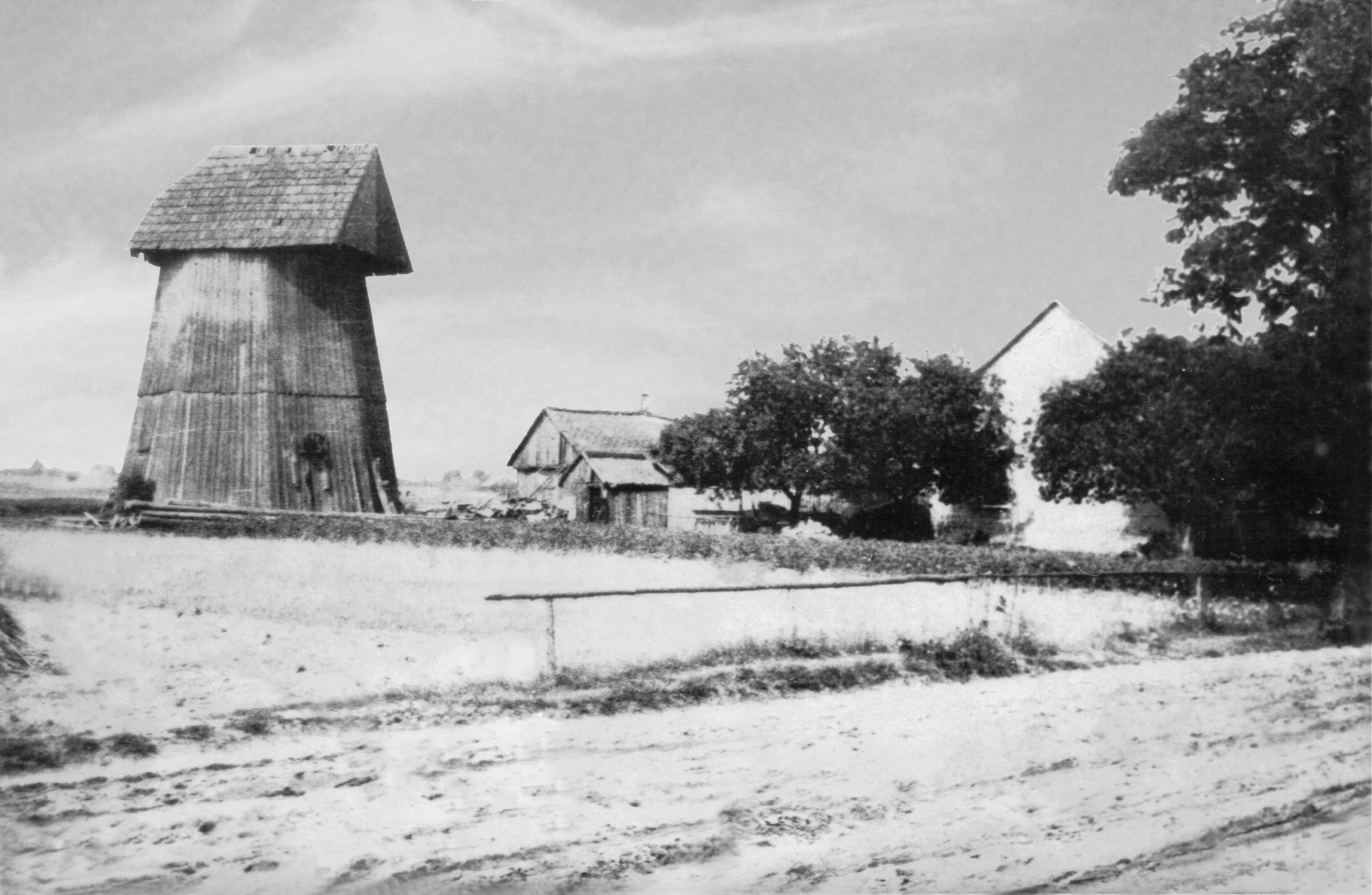
Wiatrak w Ciężkowicach w 1963 roku, rozebrany w 1968 roku

  - park